# Sebastián Gordin
 Sebastián Gordin  ( Argentina el 7 de noviembre de 1969 ) es un artista plástico galardonado con diversos premios que ha participado en muchas muestras individuales y colectivas dentro y fuera de su país natal.

## Actividad profesional
Estudió dibujo en la Escuela de Bellas Artes Manuel Belgrano de la cual egresó en 1989 como profesor de dibujo. Ese mismo año realizó su primera muestra individual titulada Gordín Pinturas, en el Centro Cultural Ricardo Rojas. En 1992 expuso sus cajas en el Casal de Catalunya y el mismo año desarrolló frente al Instituto de Cooperación Iberoamericana ubicado en la calle Florida de Buenos Aires, una performance en la cual ubicó en la puerta de la institución una maqueta del ICI sobre la que montó su muestra consistente en obras en miniatura y realizó además visitas guiadas de las mismas para los transeúntes, iluminándose con una linterna de minero puesta en su cabeza.
En 1996 presentó en el Centro Cultural Ricardo Rojas la muestra Gordinoscopio: un grupo de cajas en cuyo interior se reproducen a escala reducida y con detalle diferentes ámbitos como piletas cubiertas, oficinas, escalinatas, etc. que el visitante podía ver a través de una mirilla. Ese mismo año participó como invitado en el Taller de Barracas.
Otras de sus muestras fueron en el ICI (1993), Primera Bienal de Arte de Johannesburgo, Sudáfrica (1995), como invitado, Galería Ruth Benzacar (1999),  ICI (2001), Pequeños reinos (2003) inaugurando el espacio de la Fundación Telefónica en Buenos Aires, Nocturnia en la Galería Ruth Benzacar (2006), Las criaturas que duermen a nuestro lado, en la galería Distrito 4 de Madrid (2007) y El agua de la vida, en la galería Baró Cruz  de San Pablo (2007). 
Realizó residencias en Francia, fue merecedor de  una beca de la Fundación Antorchas para participar del Taller de Barracas y un subsidio a la creación, de la misma institución (1997) y una beca del Fondo Nacional de las Artes (1998) 
Sus residencias en Francia las realizó en Montflanquin en 1996, donde concretó una muestra; en Marsella en 2001 y en Frac des Pays de la Loire en 2002.

## Valoración
Se ha dicho de Sebastián Gordin:

”Sus obras, ya sean pinturas, cajas, maquetas o esculturas, desarrollan narraciones en donde realidad e imaginación, recrean el clima ingenuo y absurdamente amenazante de las películas de terror o ciencia ficción Clase B, a las que el artista es adepto. El universo infantil, sobre todo el de los juguetes, atraviesan sus obras, con el doble filo del humor y la nostalgia.”

El crítico Eduardo Stupia escribió:

” en su casa – taller del barrio de Villa Crespo, Gordín sigue dedicándose silenciosamente a ser, al mismo tiempo, exótico cultor del modelado y la marquetería, escultor, tallador, miniaturista, maquetista, colorista, dibujante, sin que esto signifique ninguna espectacularidad multidisciplinaria sino la fidelidad a un tránsito riguroso, persistente, por el territorio donde investiga, con reservado fanatismo y sigiloso refinamiento, las diversas maneras y métodos del oficio manual, de cuya práctica virtuosa destila la esquiva belleza de su siempre sorprendente obra".

## Premios
- Premio Braque (1994)
- Segundo Premio Adquisición de la Bienal Nacional de Bahía Blanca (1999)
- Primer Premio adquisición en la Bienal de Arte de Bahía Blanca (2001).
- Premio Konex (2002) en el rubro Objetos.
- Premio Petrobras en la Feria Arte BA de Buenos Aires (2004).
- Premio Konex (2012) en el rubro Instalación.